# Liste der Bibliothekssigel von Tübingen
In der Liste der Bibliothekssigel von Tübingen werden die durch das Bibliotheksservice-Zentrum Baden-Württemberg erfassten Tübinger Bibliotheken aufgeführt (Stand: 30. Januar 2015). Bei Bibliothekssigeln handelt es sich um eindeutige Identifikatoren für Bibliotheken und verwandte Einrichtungen, z. B. Archive und Museen. Die Sigel werden vor allem in Verbundkatalogen, bei der Fernleihe und zum Datenaustausch verwendet. Außerdem gibt es die ELN = External Library Number (Bearbeiterkennzeichen) und die ILN = Internal Library Number (Teilnehmerbereichsnummer).
| ELN    | SIGEL  | NAME | Status | ILN |
| ------ | ------ | --- | ------ | --- |
| TUUB   | 21     | Universitätsbibliothek Tübingen | aktiv  | 1   |
| TUUBBA | 21/112 | Universität Tübingen, Fakultät für Biologie, Bibliothek | aktiv  | 2   |
| TUUBCF | 21/116 | Universität Tübingen, Zentrum für Molekularbiologie der Pflanzen, Forschungsgruppe Pflanzenbiochemie                                                                                         | zdb    | 2   |
| TUUBEC | 21/31  | Universität Tübingen, Evangelisch-theologische Fakultät | aktiv  | 2   |
| TUUBGC | 21/32a | Universität Tübingen, Historisches Seminar, Abteilung für Alte Geschichte | aktiv  | 2   |
| TUUBGD | 21/32b | Universität Tübingen, Historisches Seminar, Abteilung für Mittelalterliche Geschichte | aktiv  | 2   |
| TUUBGE | 21/32c | Universität Tübingen, Historisches Seminar, Abteilung für Neuere Geschichte | aktiv  | 2   |
| TUUBGF | 21/106 | Universität Tübingen, Seminar für Zeitgeschichte | aktiv  | 2   |
| TUUBGG | 21/62  | Universität Tübingen, Institut für Osteuropäische Geschichte und Landeskunde | aktiv  | 2   |
| TUUBGH | 21/64  | Universität Tübingen, Institut für Geschichtliche Landeskunde und Historische Hilfswissenschaften                                                                                            | aktiv  | 2   |
| TUUBJK | 21/124 | Universität Tübingen, Institut f. Medizinische Virologie und Epidemiologie d. Viruskrankheiten                                                                                               | zdb    | 2   |
| TUUBKC | 21/35  | Universität Tübingen, Katholisch-theologische Fakultät | aktiv  | 2   |
| TUUBLA | 21/123 | Universität Tübingen, Medizinbibliothek | aktiv  | 2   |
| TUUBLC | 21/4   | Universität Tübingen, Universitäts-Augenklinik | zdb    | 2   |
| TUUBLE | 21/117 | Universität Tübingen, Institut für Medizinische Informationsverarbeitung | zdb    | 2   |
| TUUBLF | 21/74  | Universität Tübingen, Zentrum für Informations-Technologie | zdb    | 2   |
| TUUBLG | 21/20  | Universität Tübingen, Frauenklinik | zdb    | 2   |
| TUUBLH | 21/21  | Universität Tübingen, Universitäts-Hals-Nasen-Ohrenklinik, Bibliothek | aktiv  | 2   |
| TUUBLI | 21/18  | Universität Tübingen, Universitäts-Hautklinik | zdb    | 2   |
| TUUBLO | 21/1   | Universität Tübingen, Klinik für Psychiatrie und Psychotherapie | aktiv  | 2   |
| TUUBLS | 21/54  | Universität Tübingen, Universitätsklinik für Zahn-, Mund- und Kieferheilkunde | aktiv  | 2   |
| TUUBMA | 21/39  | Universität Tübingen, Fachbibliothek Mathematik und Physik / Bereich Mathematik | aktiv  | 2   |
| TUUBMM | 21/126 | Universität Tübingen, Institut für Medizinische Mikrobiologie und Hygiene | zdb    | 2   |
| TUUBNP | 21/108 | Universität Tübingen, Fakultätsbibliothek Neuphilologie | aktiv  | 2   |
| TUUBOD | 21/17  | Universität Tübingen, Geographisches Institut | aktiv  | 2   |
| TUUBOE | 21/10  | Universitätsbibliothek Tübingen, Bereichsbibliothek Geowissenschaften | aktiv  | 2   |
| TUUBOF | 21/99  | Universität Tübingen, Institut für Ur- und Frühgeschichte und Archäologie des Mittelalters, Abteilung für Ältere Urgeschichte und Quartärökologie                                            | aktiv  | 2   |
| TUUBPA | 21/46  | Universität Tübingen, Philosophisches Seminar | aktiv  | 2   |
| TUUBRC | 21/24  | Universität Tübingen, Juristisches Seminar | aktiv  | 2   |
| TUUBRE | 21/110 | Universität Tübingen, Institut für Kriminologie | aktiv  | 2   |
| TUUBSC | 21/43  | Universität Tübingen, Institut für Erziehungswissenschaft | aktiv  | 2   |
| TUUBSF | 21/37  | Universität Tübingen, Institut für Sportwissenschaft | aktiv  | 2   |
| TUUBSG | 21/51  | Universität Tübingen, Psychologisches Institut | aktiv  | 2   |
| TUUBSH | 21/58  | Universität Tübingen, Institut für Politikwissenschaft | aktiv  | 2   |
| TUUBSI | 21/85  | Universität Tübingen, Institut für Soziologie | aktiv  | 2   |
| TUUBSK | 21/52  | Universität Tübingen, Ludwig-Uhland-Institut für Empirische Kulturwissenschaft | aktiv  | 2   |
| TUUBTC | 21/26  | Universität Tübingen, Anatomisches Institut | zdb    | 2   |
| TUUBTD | 21/27  | Universität Tübingen, Institut für Anthropologie und Humangenetik | zdb    | 2   |
| TUUBTE | 21/89  | Universität Tübingen, Institut für Arbeits- und Sozialmedizin | zdb    | 2   |
| TUUBTG | 21/92  | Universität Tübingen, Institut für Gerichtliche Medizin | zdb    | 2   |
| TUUBTH | 21/93  | Universität Tübingen, Institut für Ethik und Geschichte der Medizin | aktiv  | 2   |
| TUUBTI | 21/95  | Universität Tübingen, Institut für Hirnforschung | zdb    | 2   |
| TUUBTL | 21/78  | Universität Tübingen, Institut für Medizinische Biometrie | aktiv  | 2   |
| TUUBTN | 21/23  | Universität Tübingen, Institut für Pathologie | zdb    | 2   |
| TUUBTP | 21/3   | Universität Tübingen, Institut für Toxikologie und Pharmakologie | aktiv  | 2   |
| TUUBTQ | 21/50  | Universität Tübingen, Physiologisches Institut | zdb    | 2   |
| TUUBTR | 21/63  | Universität Tübingen, Institut für Tropenmedizin | zdb    | 2   |
| TUUBUC | 21/45  | Universität Tübingen, Philologisches Seminar | aktiv  | 2   |
| TUUBUF | 21/42  | Universität Tübingen, Asien-Orient-Institut, Abteilung für Orient- und Islamwissenschaft | aktiv  | 2   |
| TUUBUG | 21/34  | Universität Tübingen, Asien-Orient-Institut, Abteilung für Indologie und Vergleichende Religionswissenschaft                                                                                 | aktiv  | 2   |
| TUUBUH | 21/109 | Universität Tübingen, Asien-Orient-Institut, Abteilung für Sinologie und Koreanistik | aktiv  | 2   |
| TUUBUI | 21/120 | Universität Tübingen, Asien-Orient-Institut, Abteilung für Japanologie | zdb    | 2   |
| TUUBUK | 21/53  | Universität Tübingen, Asien-Orient-Institut, Abteilung für Ethnologie | aktiv  | 2   |
| TUUBUL | 21/14  | Universität Tübingen, Institut für Ur- und Frühgeschichte und Archäologie des Mittelalters, Abteilung Jüngere Urgeschichte und Frühgeschichte und Abteilung für Archäologie des Mittelalters | aktiv  | 2   |
| TUUBUM | 21/11  | Universitätsbibliothek Tübingen, Bereichsbibliothek Schloss Nord | aktiv  | 2   |
| TUUBUN | 21/22  | Universität Tübingen, Kunsthistorisches Institut | aktiv  | 2   |
| TUUBUO | 21/25  | Universität Tübingen, Musikwissenschaftliches Institut | aktiv  | 2   |
| TUUBWA | 21/19  | Universität Tübingen, Wirtschaftswissenschaftliches Seminar | aktiv  | 2   |
| TUUBYB | 21/98  | Universität Tübingen, Fachbibliothek Mathematik und Physik / Bereich Physik | aktiv  | 2   |
| TUUBYC | 21/28  | Universität Tübingen, Institut für Astronomie und Astrophysik, Abteilung Astronomie | aktiv  | 2   |
| TUUBYF | 21/81  | Universität Tübingen, Institut für Astronomie und Astrophysik/Abteilung Geschichte der Naturwissenschaften                                                                                   | zdb    | 2   |
| TUUBYG | 21/119 | Universität Tübingen, Wilhelm-Schickard-Institut für Informatik | aktiv  | 2   |
| TUUBZA | 21/118 | Universität Tübingen, Universitäts-Archiv | zdb    | 2   |
| TUUBZB | 21/86  | Universität Tübingen, Zentrum für Datenverarbeitung | zdb    | 2   |
| TUUBZC | 21/65  | Universität Tübingen, Universitäts-Apotheke | zdb    | 2   |
| TUUBZD | 21/121 | Universität Tübingen, Internationales Zentrum für Ethik in den Wissenschaften | aktiv  | 2   |
| TUUBZE | 21/203 | Universität Tübingen, Sammlung Werner Schweikert – Archiv der Weltliteratur | aktiv  | 2   |
| TUUBZF | 21/205 | Universität Tübingen, Zentrum für Islamische Theologie | aktiv  | 2   |
| TUIXTH | Tü 135 | Index theologicus (IxTheo) der Universitätsbibliothek Tübingen | aktiv  | 19  |
| ES     | Tü 69  | Evangelisches Stift Tübingen | aktiv  | 67  |
| TUAUDG | Tü 126 | Institut für Donauschwäbische Geschichte u. Landeskunde Tübingen | aktiv  | 164 |
| TUAUWS | Tü 59  | Wilhelmsstift Tübingen | aktiv  | 227 |
| TUAUMP | B 107  | Max-Planck-Haus (MPI) Tübingen | aktiv  | 237 |
| TUAULD | Tü 122 | Regierungspräsidium Tübingen, Referat 26 – Denkmalpflege | aktiv  | 249 |
| TUAUAR | 449    | Stadtarchiv Tübingen | zdb    | 253 |
| TUAUBG | Tü 117 | Berufsgenossenschaftliche Unfallklinik Tübingen | zdb    | 262 |
| TUAUDA | Tü 120 | Deutsch-Amerikanisches Institut Tübingen | zdb    | 267 |
| TUAUCF | Tü 119 | Institut Culturel Franco-Allemand Tübingen | zdb    | 268 |
| TUAUEU | Tü 121 | Institut zur Erforschung des Urchristentums Tübingen | zdb    | 269 |
| TUAUSP | Tü 128 | Staatliches Seminar für Didaktik und Lehrerbildung (Gymnasien) Tübingen | aktiv  | 270 |
| TUAUGI | Tü 59a | Getzeny-Institut im Wilhelmsstift Tübingen | zdb    | 271 |
| TUAULZ | 21/38  | Leibniz Kolleg Tübingen | zdb    | 312 |
| TUAUSB | 938    | Stadtbücherei Tübingen | zdb    | 332 |
| TUAUHG | Tü 127 | Hölderlin-Gesellschaft Tübingen | aktiv  | 388 |
| TUAUZU | Tü 130 | Umweltzentrum Tübingen | zdb    | 389 |